# Episodi de Le cronache di Narnia (seconda stagione)
La seconda stagione della serie televisiva Le cronache di Narnia è stata trasmessa in prima visione sulla rete televisiva britannica BBC One dal 19 novembre al 24 dicembre 1989. I primi due episodi della stagione si basano sul romanzo Il principe Caspian mentre gli altri quattro sul romanzo Il viaggio del veliero, rispettivamente secondo e terzo libro scritti da C. S. Lewis facenti parte della saga Le cronache di Narnia.
In Italia la stagione è stata distribuita direttamente su supporto DVD.
| nº | Titolo originale                              | Titolo italiano                          | Prima TV UK      | Prima TV Italia |
| -- | --------------------------------------------- | ---------------------------------------- | ---------------- | --------------- |
| 1  | Prince Caspian: Episode One                   | Il principe Caspian: episodio uno        | 19 novembre 1989 |                 |
| 2  | Prince Caspian: Episode Two                   | Il principe Caspian: episodio due        | 26 novembre 1989 |                 |
| 3  | The Voyage of the Dawn Treader: Episode One   | Il viaggio del veliero: episodio uno     | 3 dicembre 1989  |                 |
| 4  | The Voyage of the Dawn Treader: Episode Two   | Il viaggio del veliero: episodio due     | 10 dicembre 1989 |                 |
| 5  | The Voyage of the Dawn Treader: Episode Three | Il viaggio del veliero: episodio tre     | 17 dicembre 1989 |                 |
| 6  | The Voyage of the Dawn Treader: Episode Four  | Il viaggio del veliero: episodio quattro | 24 dicembre 1989 |                 |